# Antonius Abtkerk (Wijchen)

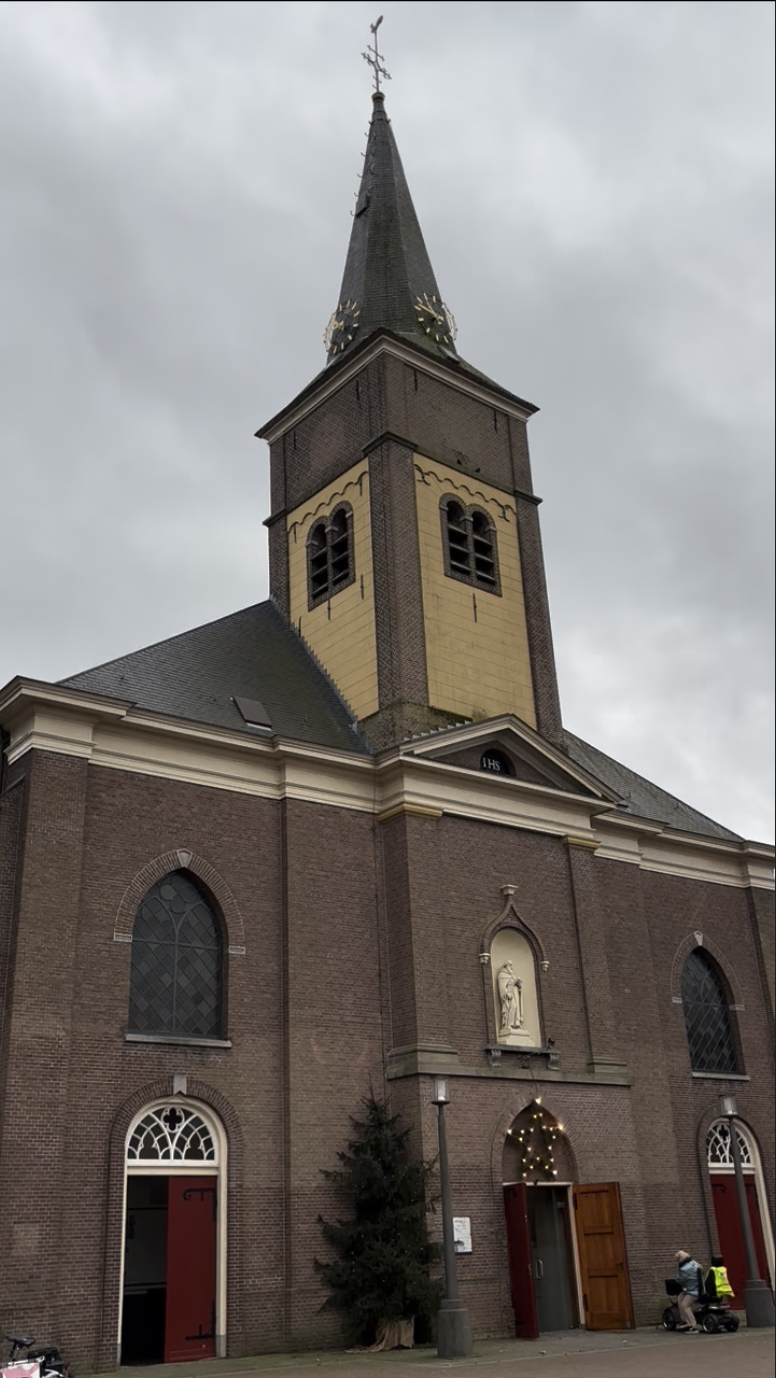
Antonius Abtkerk

De Antonius Abtkerk is de parochiekerk van Wijchen, gelegen aan de Oosterweg 2, tegenover de Markt. De kerk maakt deel uit van de parochie "De Twaalf Apostelen".

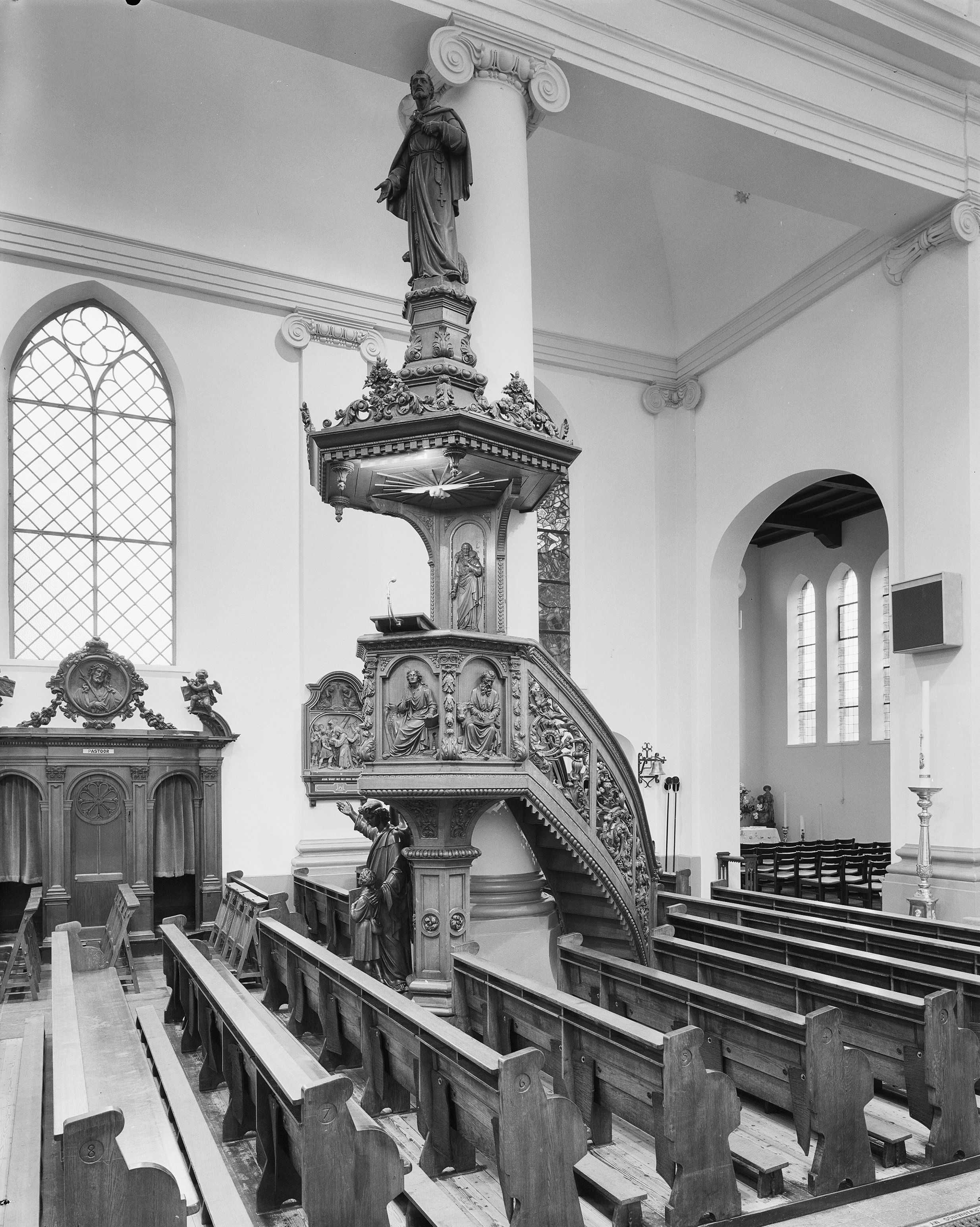
Preekstoel (1877)

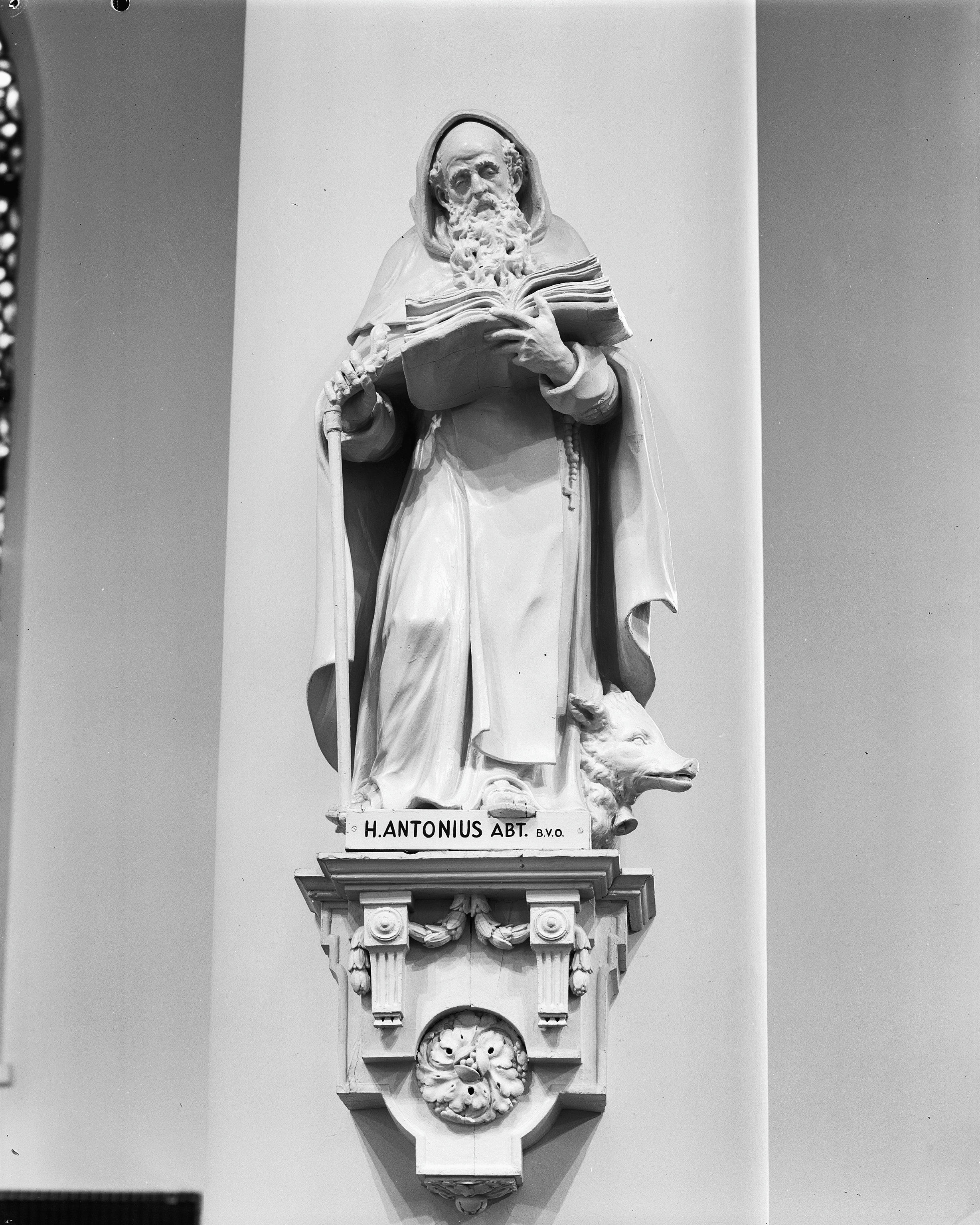
Beeld van de Heilige Antonius Abt (1808)

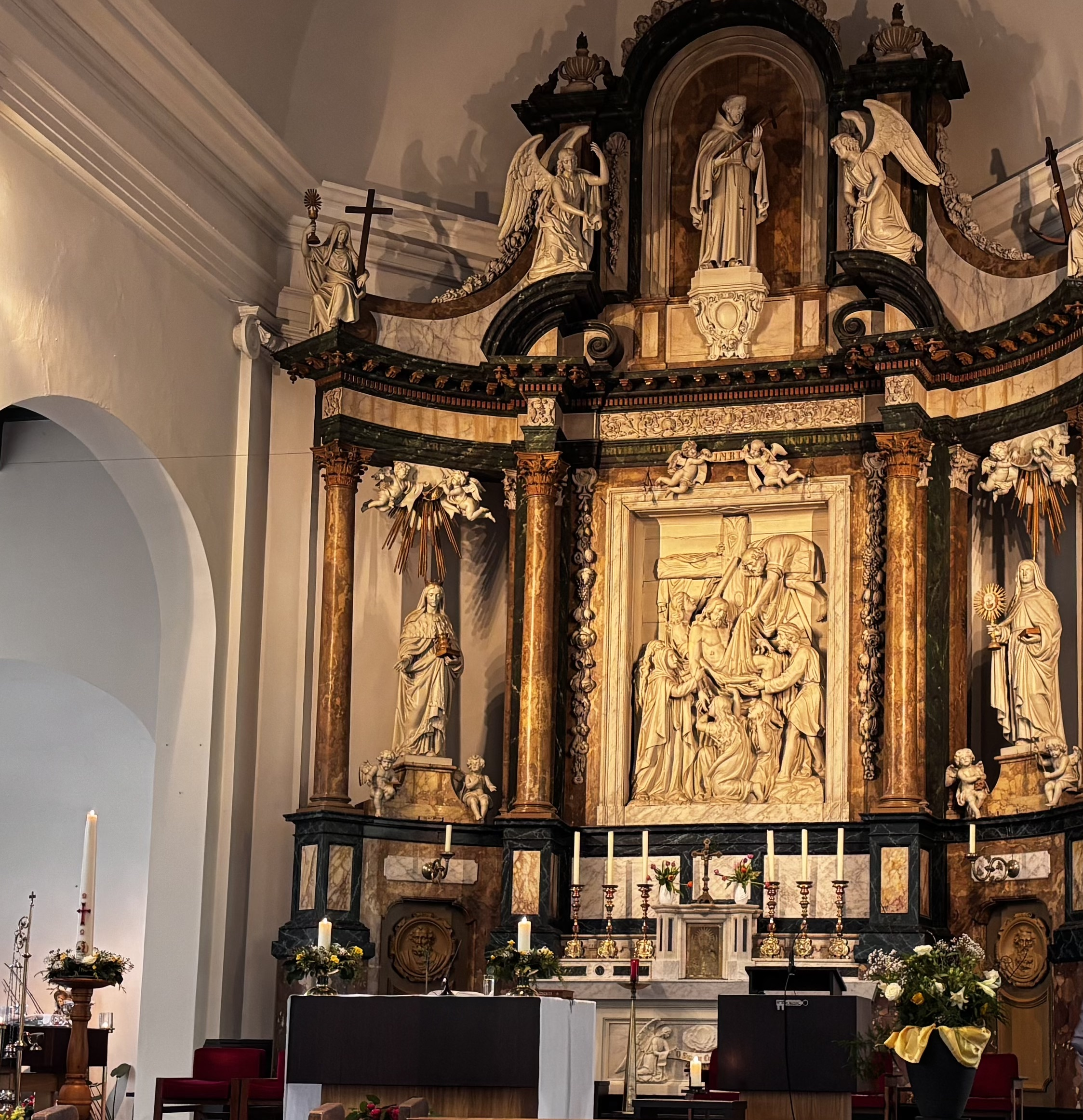
Hoogaltaar met links Elisabeth, in het midden de kruisafneming en rechts Clara, boven Franciscus (1860-1870)

## Geschiedenis
Reeds in de 7e eeuw moet er een houten kerkje in Wijchen hebben gestaan, dat later in de 10e of 11e eeuw is vervangen door een tufstenen kerkje. Wijchen viel in die tijd nog onder het aartsbisdom Keulen. 
Tijdens het Twaalfjarig Bestand in 1611 werd de kerk aan de katholieke gelovigen ontnomen en in gebruik genomen voor de hervormde eredienst. In die tijd moesten de katholieken het aanvankelijk hebben van jezuïeten, later van de franciscanen uit Megen die rondtrokken door het Land van Maas en Waal. De katholieken kregen de kerk uiteindelijk in 1800 terug en de franciscanen zouden nog tot 2003 de pastoors van de parochie leveren.
In 1853 werd bij het herstel van de bisschoppelijke hiërarchie in Nederland een nieuw kerkgebouw gebouwd, naar een ontwerp van Gradus Gradussen uit Winssen. Hierbij werd de oude toren ommetseld en verhoogd en in het huidige gebouw opgenomen. De kerk werd op 2 oktober 1854 door de hulpbisschop van het bisdom 's-Hertogenbosch, mgr. Johannes Deppen, gewijd. Het gebouw vertoont grote gelijkenissen met de waterstaatskerken uit die tijd, maar is zonder rijkssubsidie en zonder medewerking van ambtenaren van Rijkswaterstaat gebouwd. De kosten bedroegen f 23.600,-
De toren bleef gemeente-eigendom. Daarom bevonden zich links en rechts van de toren de ingangen van de kerk. Bovendien durfde men geen doorgang in de toren te maken; men was bang de constructie daarmee te verzwakken. In 1901 droeg het gemeentebestuur de toren alsnog over aan de parochie, bij gelegenheid van het veertigjarig priesterfeest van pastoor Van Zuijlen. In 1939 durfde men het ook aan om alsnog een doorgang van de toren naar de kerk te maken.
In 1939 werd de kerk bovendien uitgebreid met twee zijkapellen aan weerszijden van het priesterkoor. Ook werd een nieuwe sacristie gebouwd. Architect van deze uitbreiding was Hendrik Christiaan van de Leur uit Nijmegen.

## Interieur
Het middenschip van de kerk is vijf traveeën lang. Het tongewelf wordt gedragen door Ionische zuilen.
De beelden van de heiligen Rochus, Antonius Abt, Blasius, Bonaventura, Anna, Barbara en Lucia stammen nog uit de oude kerk en werden in de nieuwe kerk op consoles tegen de pilaren aangebracht. 
Het hoogaltaar is gesierd met een gebeeldhouwd reliëf van de Antwerpse kunstenaar P.J. de Cuijper, die zijn inspiratie haalde uit de schilderijen van Peter Paul Rubens. In 1864 is dit houten altaar in de huidige marmerkleur geschilderd.
De preekstoel was een geschenk van de parochianen aan pastoor Van Lieshout, toen hij zijn zilveren priesterfeest vierde. Het werd in 1877 geplaatst. 
In 1889 werd het orgel, gebouwd door de gebroeders Gradussen uit Winssen, in gebruik genomen. Het orgel was aanvankelijk mechanisch. In 1957 is het orgel uitgebreid door de firma Vermeulen uit Weert en er is toen een zwelwerk geplaatst. Het orgel is toen van mechanisch omgebouwd naar elektro-pneumatisch.  